# Vázovka indická
Vázovka indická nebo také hrušovka skvrnitá (Turbinella pyrum) je plž, který žije v mělkých pobřežních vodách Indického oceánu. Jeho potravu tvoří převážně mnohoštětinatci. Ulita má tvar hrušky (odtud vědecké druhové jméno pyrum) a dosahuje délky od 8 do 29 centimetrů. Má bílou až smetanovou barvu s mramorovou kresbou, která přechází od oranžové po hnědou.
V buddhismu je lastura vázovky pod názvem šankha řazena mezi šťastné symboly aštamangala. Tento kult převzali hinduisté, pro které je atributem Višnua. Z ulit se vyrábějí ceremoniální trumpety a zdobí se řezbami, kovem nebo drahokamy. Mimořádně ceněné jsou levotočivé ulity, které se vyskytují zhruba u jednoho exempláře z dvou set tisíc.

## Poddruhy
- Turbinella pyrum comorinensis Hornell, 1916
- Turbinella pyrum pyrum (Linnaeus, 1758)